# 东西湖区
东西湖区是中国湖北省武汉市所辖的一个市辖区，位于汉口西部近郊，与武汉临空港经济技术开发区合署办公，是全国食品工业强区、国家级新型工业化（食品产业）示范基地、国家级食品安全示范区、国家级现代农业示范核心区、国际级生态示范区。区人民政府駐吴家山五环大道。

## 历史沿革
东西湖区辖区原属汉阳（今蔡甸区）、汉川、孝感、黄陂四县，地势低洼，水灾频繁，血吸虫病泛滥。1957年春，经中共中央国务院批准成立湖北省东西湖围垦工程指挥部展开围垦，由省长张体学任总指挥长兼政委。同年12月成立武汉市国营农场管理局，1958年10月设立武汉市东西湖区，实行区、局合一的体制（1961-1973年曾撤区，武汉市国营农场管理局后更名为武汉市国营东西湖农场管理局）。
2010年，东西湖区吴家山经济开发区获得国务院批准并升级为国家级经济技术开发区。2012年，吴家山经济技术开发区与东西湖区实现行政建制并存。2013年3月，武汉吴家山经济技术开发区更名为武汉临空港经济技术开发区。

## 人口
2020 年11 月1 日零时，全区常住人口为845782人。 与2010 年第六次全国人口普查的452053（含水上地区[3]人 口173 人）人相比，十年共增加393729 人，增长87.10%， 年平均增长率为6.47%。

## 政治

### 行政区划
2017年，东西湖区共辖11个街道办事处、1个社区管理委员会、5个开发区产业园：
- 街道：吴家山街道、长青街道、慈惠街道、走马岭街道、新沟镇街道、径河街道、金银湖街道、将军路街道、辛安渡街道、东山街道、柏泉街道
- 管委会：常青花园社区
- 开发区：机电产业园、高新技术产业园、综合保税物流产业园、食品医药产业园、临空产业园

### 现任领导
| 机构     | · 中国共产党 · 武汉市东西湖区委员会 · 书记 | 武汉市东西湖区人民代表大会 常务委员会 主任 | 武汉市东西湖区人民政府 区长 | · 中国人民政治协商会议 · 武汉市东西湖区委员会 · 主席 | 武汉市东西湖区监察委员会 主任 |
| -------- | ------------------------------------------ | ------------------------------------------ | --------------------------- | ---------------------------------------------------- | ----------------------------- |
| 姓名     | 陈邂馨                                     | 李伟凡                                     | 彭涛                        | 黄华                                                 | 李先勇                        |
| 民族     | 汉族                                       | 汉族                                       | 汉族                        | 汉族                                                 | 汉族                          |
| 籍贯     | 福建省诏安县                               | 湖北省钟祥市                               | 湖北省武汉市                | 江西省抚州市                                         |                               |
| 出生日期 | 1961年1月（64歲）                          | 1963年10月（61歲）                         | 1969年8月（55—56歲）        | 1964年3月（61歲）                                    | 1977年11月（47歲）            |
| 就任日期 | 2017年4月                                  | 2017年12月                                 | 2017年12月                  | 2016年12月                                           | 2017年12月                    |

## 经济
2017年东西湖区实现地区生产总值730.6亿元，按可比价计算，比上年增长8.1%。其中，第一产业增加值16.5亿元，增长4.0%；第二产业增加值545.8亿元，增长8.1%；第三产业增加值168.3亿元，增长8.5%，三次产业结构比重调整为2.3：74.7：23.0，按常住人口计算，全区人均生产总值132408元，比上年增加9639元。:1
2017年东西湖区完成全社会固定资产投资5861210万元，比上年增长17.1%。出口创汇完成4.07亿美元，增长19.1%。全年实现社会消费品零售总额1585754万元，比上年增长12.2%。:3,6

## 友好城市
- 法國 维耶尔宗